# Клюквенное (Курганская область)
Клюквенное — село в Макушинском районе Курганской области. Административный центр Саратовского сельсовета.

## История
Село возникло в 1940 году как посёлок Саратовского отделения Саратовского зерносовхоза.

## Население
| 1989 | 2002 | 2010 |
| ---- | ---- | ---- |
| 653  | ↘586 | ↘417 |

Национальный состав
Согласно результатам Всероссийской переписи населения 2002 года, в национальной структуре населения русские составляли 83 %.